# Список умерших в 621 году

## Февраль
- Сисебут, король вестготов (612—621).

## Дата смерти неизвестна или требует уточнения
- Амсуварман, государственный деятель королевства Личави в Непале.
- Аэд Беннан, правитель Иармуму и король Мунстера.
- Дезидерий Осерский, епископ Осера, святой.
- Иоанн Бикларийский, епископ Жироны (591—621), автор исторической хроники, описывающей события 567—590 годов.
- Нехтон ап Гвидно, король Альт Клуита (Стратклайда) (617—621).
- Реккаред II, король вестготов (621).
- Сунновей, епископ Кёльна.
- Энгус мак Колмайн, король Миде (618—621).